# إيرسو

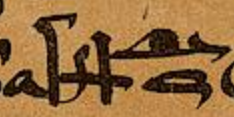
اسم ايرسو مكتوب بالخط الهيراطيقي على بردية هاريس الأولى

إيرسو (الذي يعني الذي صنع نفسه؛ أو سو) هو الاسم المستخدم في بردية هاريس الأولى لتعيين خاسو الذي أصبح حاكمًا لمجموعة من الحكام المحليين اسمياً تحت سيطرة الإمبراطورية المصرية، في وقت الاضطرابات بين الأسرتين التاسعة عشرة والعشرين. يتم الطعن في قراءة الاسم وقد يُطلق على الرجل بدلاً من ذلك اسم سو. من المحتمل أن الأحداث التي شارك فيها إيرسو وقعت خارج مصر القديمة، في الأقاليم الآسيوية للإمبراطورية المصرية.

## سيرة شخصية

### في مصر
يرتبط صعود إيرسو إلى السلطة ارتباطًا وثيقًا بالوضع في مصر في نهاية الأسرة التاسعة عشرة، التي شهدت حربًا أهلية بين آمون مسس وسيتي الثاني تلاها تدهور اقتصادي. يعتمد الفهم الحديث للأحداث التي وقعت في ذلك الوقت بشكل كبير على ترجمة بردية هاريس الأولى، وهي مهمة ثبت أنها صعبة. في ترجمته عام 1906 للوثيقة التي كتبها جيمس هنري برستد.
اسمعوا لي أن أطلعكم على خيراتي التي فعلتها وأنا ملك الشعب. وانقلبت أرض مصر من الخارج وطرح كل إنسان عن يمينه. لم يكن لديهم رئيس الفم لسنوات عديدة من قبل حتى أوقات أخرى. كانت أرض مصر في أيدي رؤساء ورؤساء المدن. قتل واحد جاره، كبيره وصغيره. في أوقات أخرى بعد ذلك، مع سنوات فارغة، كان معهم يارسو، سوري معين كرئيس. وجعل كل الرافد أمامه معا. وحد أصحابه ونهب ممتلكاتهم. جعلوا الآلهة كالرجال، ولم تقدم القرابين في المعابد.
تترك هذه الترجمة الباب مفتوحًا أمام احتمال أن يكون إيرسو قد تصرف في مصر، وبالتالي اعتبر المستشار باي مرشحًا معقولاً لهذا العمل في إيرسو حتى عام 2000. ومع ذلك، فإن شقفة مرسومة رقم 1864 تم العثور عليها في دير المدينة، ومؤرخة في السنة الخامسة من حكم سبتاح، تسجل أن «ملك مصر، الحياة الصحية والازدهار، قتل العدو العظيم، باي». لأن المستشار باي توفي قبل سنوات من إيرسو، لم يعد يُعتبر مرشحًا معقولاً لهذه الشخصية التاريخية.

### في الأقاليم المصرية في كنعان
في عام 1979، أنتج عالم المصريات هانز جويديك ترجمة ثانية بناءً على تحليل نحوي مفصل للوثيقة:
أرض مصر مهجورة في الخارج وكل رجل في ولائه لم يكن له ناطق رئيسي [أي ملك مصري] لسنوات عديدة في البداية حتى أيام الآخرين عندما كانت أرض مصر بين الرؤساء وحكام المدن - قتل أحدهم [الملك المصري]، وكان بديله أحد أعيان البؤساء [ملك مصري ثان]. حدثت عائلة أخرى من بعده في السنوات الفارغة [ملك مصري ثالث]، عندما كان سو، أحد خارو معهم، يتصرف كرئيس وجعل الأرض بأكملها صالحة له وحده. انضم إلى معالته في الاستيلاء على ممتلكاتهم، عندما عوملت الآلهة تمامًا مثل الرجال، حيث لم يؤد المرء القرابين داخل المعابد.
يقترح جويديك أن إيرسو صعد إلى السلطة في الأقاليم المصرية في الخارج، في كنعان، بعد سنوات من الإهمال نيابة عن آخر ثلاثة ملوك مصريين من الأسرة التاسعة عشرة، سيتي الثاني، سبتاح وتوسرت. وفقًا لهذه الترجمة للوثيقة، فإن أول هؤلاء الملوك المصريين، سيتي الثاني، مسؤول عن عدم تأكيد سلطته وسيطرته على المنطقة؛ والثاني كان لا يحظى باحترام كبير؛ بينما يُقال إن توسرت الأخير قد تحالف مع ايرسو الذي كان له سلطة فعلية على المناطق.

## نهاية إيرسو
تم توضيح ما حدث لإيرسو على ورق البردي الذي يحكي عن صعود ست ناختي وقتل ونهاية المتمردين.
يسجل لوح ست ناختي الفضي الذي خلفته توسرت كيف طرد هؤلاء المتمردين الآسيويين الذين، أثناء هروبهم من مصر، تخلوا عن الكثير من الذهب والفضة والنحاس الذي سرقوه من مصر، والذي كانوا يعتزمون استئجار تعزيزات من بين الآسيويين. تمت الإشارة إلى تهدئته لمصر أيضًا في بردية هاريس الأولى.
تصف لوحة فيلة لست ناختي الأمر بمزيد من التفصيل: صاحب الجلالة، والحياة، والازدهار، والصحة، كان مثل والده ست الذي مد ذراعيه ليخرج من مصر أولئك الذين ضلوا بها، وقوته تحيط به بالحماية".

## ذكرى
تُصوِّر بردية هاريس الأولى فترة توليه المنصب كوقت كانت فيه مصر في حالة من الفوضى وحُرمت قرابين المعبد من الآلهة. بعد وفاة توسرت، يبدو أن مصر قد سقطت في حالة من الفوضى، حيث تم نهب العديد من المعابد من قبل أتباع ايرسو الآسيويين.
تسجل لوحة الفيلة التي خلفها ست ناختي كيف طرد هؤلاء المتمردين الآسيويين الذين، أثناء هروبهم من مصر، تخلوا عن الكثير من الذهب والفضة والنحاس التي سرقوها من مصر، والتي كانوا ينوون من خلالها استئجار تعزيزات بين الآسيويين.
من الممكن أن تكون ذكريات هذه الأحداث مشوهة في القرن الثالث قبل الميلاد من قبل المؤرخ المصري الهلنستي والكاهن مانيتون، الذي ادعى أن كاهنًا مصريًا معينًا من أون يُدعى أوسرسف قاد آسيويين مصابين بالجذام خارج مصر، في نزوح جماعي لاحقًا ورد أنه من موسى.
سي هوريت يقترح أن مهنة إيرسو تشبه أيضًا حياة يوسف. كتب توماس رومر أن البعض يعتقد أن «أوسرسف هو اسم جدلي لأخناتون، والبعض الآخر يفكر في مزيج من يوسف وأوزوريس.»